# Made in Austria

Austria Gütezeichen

Made in Austria designa in lingua inglese i prodotti provenienti dall'Austria (in lingua tedesca: „hergestellt in Österreich“). Non vi sono regole di legge esplicite per il suo uso ma linee guida.

## Austria Gütezeichen
Dal 1946 viene usata anche il sigillo Gütesiegel Austria Gütezeichen sotto tutela del Österreichisches Wirtschaftsministerium.

## Economia dell'Austria

### Prodotti ricreativi per sport invernali
Secondo i dati Eurostat nel 2016 il 34% delle vendite dell'UE di prodotti ricreativi per sposrt invernali è costituito da prodotti austriaci. Il made in Austria ha venduto 2,5 milioni di articoli tra paia di sci e tavole da neve. Regno Unito con un milione e Germania con 674.100 pezzi venduti seguono al secondo e terzo posto come membri UE. L'Italia è nona con il 4% del totale, con 324.300 prodotti esportati. Stati Uniti (46%), Norvegia (11%) e Svizzera (10%) i principali Stati extra UE oltre a Canada, Giappone e Cina.

### Alimentari
Le grappe tirolesi, lo Speck tirolese (Tiroler Speck), le Mozartkugeln sono alcuni prodotti tipici austriaci.

### Mezzi di trasporto
L'azienda di mezzi di trasporto a due ruote KTM progetta e costruisce Made in Austria dal 1964 marchiando i suoi prodotti esportati in oltre cinquanta paesi al mondo.